# 横森理香
横森 理香（よこもり りか、1963年5月19日 - ）は、日本の小説家、エッセイスト。

## 略歴
1963年、山梨県生まれ。父は美術教師、母は国語教師。高校1年生までを山梨県で過ごす。父の死後、母の転勤に伴い東京都へ移り、高校2年生から明星学園高等学校に編入。多摩美術大学美術学部グラフィックデザイン学科広告映像デザインコース卒業。2年間のニューヨーク滞在を経て、1992年に『ニューヨーク・ナイト・トリップ』で小説家デビュー。1994年に刊行された『ぼぎちん』はバブル時代を描き切った作品として高い評価を得る。その後も様々なジャンルの作品を発表し続けている。

## エピソード
- 福田和也は『ぼぎちん』を極めて高く評価している。バブル時代と切り結び得た稀有な作品として村上春樹『ダンス・ダンス・ダンス』、田中康夫『オン・ハッピネス』と共に『ぼぎちん』を挙げており（『皆殺し文芸批評』）、文庫化の際は解説を執筆し「『ぼぎちん』を読むことは、今の日本で、あるいは世界で体験しうる、数少ない、掛け値なしの幸福であり、奇跡だ」と記した。また『作家の値うち』では87点をつけ、「『ぼぎちん』一作で横森理香の名前は文学史に記憶されることだろう。」と評した。文化庁による「現代日本文学の翻訳・普及事業」の選定作品に『ぼぎちん』が選ばれたのも、選定委員であった福田の強力な推挙によるものとみられる。

- 『ぼぎちん』は横森の実体験を基にした私小説的作品であり、主人公と交際している男性は白川道をモデルにしているとされる。白川側から当時を描いたのが、同じ1994年に刊行された『流星たちの宴』である。

## 著書
- 『ニューヨーク・ナイト・トリップ』（JICC出版局、1992年）のち扶桑社文庫
- 『ハッピー・コンプレックス』（講談社、1993年） のち扶桑社文庫
- 『可愛いだけじゃダメかしら』（扶桑社、1993年）
- 『“突撃ライター”それゆけ奮戦記』（PHP研究所、1994年）
- 『旅の生きハジ　それでも旅行はやめられない』（扶桑社文庫、1994年）
- 『ぼぎちん』（文藝春秋、1994年） のち文庫、集英社文庫
- 『ボーイ・バー＆ガールズ・ガラージ』（扶桑社文庫、1994年）
- 『コラムニストと呼ばれて　横森理香の辛口コラム集』（扶桑社文庫、1994年）
- 『女が惚れる女になろう』（サンドケー出版局、1995年）
- 『ロスト・エンジェル』（扶桑社文庫、1995年）
- 『東京スリーズ・ダウン』（サンドケー出版局、1995年）のち幻冬舎文庫
- 『エステマニア』（幻冬舎、1995年） のち文庫
- 『恋愛は少女マンガで教わった　愛に生きてこそ、女！？』（クレスト社、1996年） のち集英社文庫
- 『マニアックラブ』（幻冬舎、1997年）
- 『ワールド・イズ・マイ・オイスター』（扶桑社、1997年）
- 『フェイタル』（幻冬舎、1998年）
- 『結婚小説』（東京書籍、1998年） のち光文社文庫
- 『横森理香の恋愛指南　エイジ・オブ・ラブ』（マガジンハウス、1999年） のち集英社文庫
- 『ファナという名の猫』（文藝春秋、1999年）
- 『壁の花』（幻冬舎、1999年）
- 『住処』（角川春樹事務所、1999年）
- 『いつまでも二人で　with or without you』（扶桑社、2000年）
- 『EAT＆LOVE』（イースト・プレス、2000年） のち光文社文庫
- 『凍った蜜の月』（集英社、2001年）のち文庫
- 『地味めしダイエット』（光文社知恵の森文庫、2001年）
- 『をんなの意地』（祥伝社、2001年）  のち文庫
- 『キレイ道場』（学研、2001年）のち講談社文庫
- 『横森式シンプル・シック』（文春文庫、2002年）
- 『愛しの筋腫ちゃん』（集英社be文庫、2002年）
- 『いますぐ幸せになるアイデア70』（祥伝社、2002年）のち黄金文庫
- 『横森式おしゃれマタニティ』（文春文庫、2003年）
- 『横森式幸せになるコツ 自分らしいライフスタイルが見つかる47のヒント』（大和書房、2003年）
- 『もっと健康、もっと幸せ！　愛しの筋腫ちゃんPARTⅡ』（集英社be文庫、2004年）
- 『横森式おしゃれマタニティ　産後篇』（文春文庫、2004年）
- 『35歳からの女道』（ソニー・マガジンズ、2004年）
- 『横森式おしゃれマタニティ　育児篇　ウリの成長日記』（文春文庫、2004年）
- 『地味めしダイエット2』（光文社知恵の森文庫、2004年）
- 『愛の天使アンジー』（アーティストハウスパブリッシャーズ、2004年） のち集英社文庫
- 『がんばらないでも幸せ　Try being！』（祥伝社、2005年）　「がんばればがんばるほど幸せになれないと感じているあなたへ」祥伝社黄金文庫
- 『横森流キレイ道場』（講談社、2005年）
- 『いますぐ幸せになるアイデア70』（祥伝社、2005年）
- 『プチ贅沢　ココロとカラダを元気にする77のアイテム』（大和書房、2005年）
- 『パパごはんカレごはん』（地球丸、2005年）
- 『母を送る、母に贈る』（集英社be文庫、2006年）
- 『女の子ママのスウィート・デイズ　可愛い小物と、ちょこっと手づくり。』（主婦と生活社、2006年）
- 『横森式「プチ鬱」解消法33　大切なことだけに目をむけよう』（祥伝社、2006年）
- 『横森式おしゃれ子育て　早期教育篇』（文春文庫、2006年）
- 『Water Baby』（集英社インターナショナル、2006年）
- 『地味めしダイエット3　横森流マクロビオティック編』（光文社知恵の森文庫、2006年）
- 『開運生活！カラダとココロのお掃除術』（ヴィレッジブックス、2006年）
- 『30歳からハッピーに生きるコツ』（ベストセラーズ、2006年）
- 『人づきあいがラクになるハッピー・オーラ生活　怒らない悩まない気にしない』（光文社知恵の森文庫、2007年）
- 『カラダとココロの早起き術　開運生活！』（ヴィレッジブックス、2007年）
- 『恋香』（ベストセラーズ、2007年）
- 『40代をいちばん素敵に美しく過ごすコツ』アスペクト 2007
- 『40代・デトックス処女!』河出書房新社 2007　「プチ更年期デトックス 「毒出し」でこんなに改善した!」だいわ文庫
- 『英語はしゃべったもん勝ち!』ヴィレッジブックス 2007
- 『渋谷ビター・エンジェルズ』理論社（ミステリーYA!） 2008
- 『横森理香のベター・エイジング もっと美しく幸せに生きる』フォー・ユー 2008
- 『花は散り、若葉萌ゆ』光文社 2008
- 『40歳からハッピーに生きるコツ』（ウェッジ社 2010年）
- 『40代からの心地よい人間関係の作り方』アスペクト、2011　「40代大人女子のための心地よいおつきあいのコツ」文庫
- 『もしかして、更年期!?』（集英社文庫2012年）
- 『40代・大人女子のための"お年頃"読本』アスペクト 2012
- 『ごきげんな女（ひと）のゆる習慣』PHP文庫 2013
- 『40歳から輝く女（ひと）、くすむ女（ひと） 輝き続ける極意』PHP研究所 2013
- 『40歳からのらくらくシンプルライフ お疲れ女子のための体力&時間"省エネ"術』大和出版 2013
- 『40代お年頃女子のがんばらない贅沢な生き方』さくら舎 2013
- 『40代・大人女子のための"お年頃"読本 プラチナ編』アスペクト 2013
- 『40代大人女子のためのお役立ちアイテム』大和書房 2013
- 『女40代で必ずしておく35のリスト こんなふうに生きたい!』PHP研究所 2014
- 『50歳からの自分メンテナンス術』大和書房 2014
- 『迷える大人女子の人生相談ラウンジ』宝島社 2014
- 『40代・大人女子のためのしあわせ読本』アスペクト 2014
- 『50代からもっと幸せ』主婦の友社 2015

## 出演
- BSマンガ夜話『純情クレイジーフルーツ』（2001年2月28日 NHK BS2） - ゲスト出演。